# 堂吉诃德小行星防卫任务
唐吉訶德小行星防卫任务是一项ESA正在研究的一项无人太空任务。这项任务的目标在于测试太空飞行器是否能够成功阻击小行星撞击地球。该任务仍旧处于计划阶段并暂定于2013或2015年实施。
任务计划发射两个飞行器，分别以小说《堂吉诃德》中的人物桑丘（Sancho）和Hidalgo（西班牙贵族，意指堂吉诃德）命名。其中桑丘将会首先发射，在其环绕目标小行星飞行数月之后Hidalgo也会奔赴小行星，并以10km/s的速度撞击目标小行星，在此期间，桑丘将退避到更远的安全距离之外，并在撞击结束后返回近距离轨道检查撞击对小行星的形状，内部结构，轨道和自转的影响。
小行星2002 AT4和1989 ML((10302))曾被列为候选的目标小行星。但在后来被阿莫爾型小行星2003 SM84和小行星99942取代。